# SS Rajputana
SS Rajputana – brytyjski statek pasażerski, służący w okresie II wojny światowej jako krążownik pomocniczy HMS Rajputana, zatopiony w 1941 przez U-Boota.

## Budowa i służba jako statek
Statek wodowano 6 sierpnia 1925 w stoczni Harland and Wolff w Greenock (numer budowy 661 – w tej samej stoczni zbudowano wcześniej "Rawalpindi"), a ukończono 30 grudnia 1925. Należał do serii czterech statków tego typu: "Ranchi", "Ranpura", "Rawalpindi", przeznaczonych na trasę Londyn-Bombaj, dla brytyjskiego armatora Peninsular & Oriental Line (P&O). Nazwa pochodziła od indyjskiego stanu Radźputana. W dziewiczą podróż wyruszył w styczniu 1926.
Był to średniej wielkości dwukominowy, dwuśrubowy parowiec, o pojemności początkowo 16 568 BRT, a po przebudowie w 1933 – 16 644 BRT. Zabierał 307 pasażerów w I klasie i 288 w II klasie, a załoga liczyła 380 osób.

## Służba jako krążownik pomocniczy
Po wybuchu II wojny światowej, 4 września 1939 statek został przejęty w Jokohamie przez rząd brytyjski i przebudowany następnie w kanadyjskiej stoczni w Esquimalt (koło Victorii) na krążownik pomocniczy HMS "Rajputana". Uzbrojenie składało się z 8 pojedynczych armat 152 mm MK VII i dwóch armat przeciwlotniczych 76 mm. Okręt stał się jednokominowcem, przez usunięcie tylnego komina. Zapas paliwa wynosił 2100 ts. Okręt miał znak taktyczny F35.
Przebudowę ukończono pod koniec 1939 roku i okręt skierowano najpierw do służby w składzie Stacji Ameryki i Indii Zachodnich (America and West Indies Station). Używany był głównie do eskorty konwojów. Od maja 1940 służył w siłach eskortowych konwojów na Bermudach, a od czerwca – Bermuda and Halifax Escort Force. Od kwietnia 1941  okręt służył w Siłach Eskortowych Północnego Atlantyku (North Atlantic Escort Force).
13 kwietnia 1941, o 7.43, będąc na zachód od Islandii, "Rajputana" została storpedowana dwoma torpedami przez niemiecki okręt podwodny U-108, po czym zatonęła o 8.45 na pozycji 64°50′N 27°25′W/64,833333 -27,416667. Zginęło 41 ludzi załogi, 277 (według części danych 283) zostało uratowanych przez niszczyciele HMS „Legion” i polski ORP "Piorun", które przewiozły ich do Reykjavíku.